# Кононов, Михаил Константинович
Михаил Константинович Ко́нонов (1923—2005) — советский хозяйственный и партийный деятель, Заслуженный работник народного хозяйства Карельской АССР (1983).

## Биография
В 1941 году окончил Петрозаводский кооперативный техникум.
Участник Великой Отечественной войны.
В 1946—1960 годах работал главным бухгалтером в организациях города Олонца.
В 1960—1962 годах — управляющий Олонецким отделением Госбанка СССР.
В 1962—1965 годах — заместитель председателя Исполнительного комитета Олонецкого районного совета.
В 1966—1984 годах — первый секретарь Олонецкого районного комитета КПСС.
В 1975—1985 годах — Председатель Верховного Совета Карельской Автономной ССР.
Почётный гражданин города Олонца (1998).